# Хронологија СФРЈ август 1990.
Хронолошки преглед важнијих догађаја везаних за друштвено-политичка дешавања у Социјалистичкој Федеративној Републици Југославији (СФРЈ), као и општа политичка, друштвена, спортска и културна дешавања која су се догодила у току августа месеца 1990. године.
| ← јул | ← јул | ← јул | ← јул | ← јул | ← јул | ← јул | ← јул | Хронологија СФРЈ током 1990. | Хронологија СФРЈ током 1990. | Хронологија СФРЈ током 1990. | Хронологија СФРЈ током 1990. | Хронологија СФРЈ током 1990. | Хронологија СФРЈ током 1990. | Хронологија СФРЈ током 1990. | Хронологија СФРЈ током 1990. | Хронологија СФРЈ током 1990. | Хронологија СФРЈ током 1990. | Хронологија СФРЈ током 1990. | Хронологија СФРЈ током 1990. | Хронологија СФРЈ током 1990. | Хронологија СФРЈ током 1990. | Хронологија СФРЈ током 1990. | септембар → | септембар → | септембар → | септембар → | септембар → | септембар → | септембар → | септембар → |
| 1     | 2     | 3     | 4     | 4     | 6     | 7     | 8     | 9                            | 10                           | 11                           | 12                           | 13                           | 14                           | 15                           | 16                           | 17                           | 18                           | 19                           | 20                           | 21                           | 22                           | 23                           | 24          | 25          | 26          | 27          | 28          | 29          | 30          | 31          |

## Догађаји

### 2. август
- У манастиру Прохор Пчињски, на празник Илиндан, дошло до сукоба између припадника Српског четничког покрета Војислава Шешеља и грађана из Македоније, који су дошли да посете манастир и музеј „Првог заседања АСНОМ-а“, које је одржано 2. августа 1944. у овом манастиру. Припадници Српског четничког покрета тада су са зида манастира покушали да уклоне спомен-плочу посвећену овом заседању, али су интервенцијом милиције у томе спречени. Овај догађај, наишао на осуду код опозиционих националних странака у СР Македонији.

### 3. август
- Министарство правде и правосуђа Републике Хрватске, чији је министар био Бранко Бабац, донело одлуку којом се забрањује одржавање „референдума о српској аутономији“.

### 5. август
- У Сињу одржано традиционално витешко такмичење „Сињска алка“, на коме је славодобитник био алкар Јошко Марић Јоја. Такмичење је свечано отворио његов покровитељ, председник Хрватске Фрањо Туђман.

### 7. август
- У Сарајеву председник Скупштине СР Босне и Херцеговине Златан Каравдић расписао локалне и парламентарне изборе, као и изборе за Председништво СР Босне и Херцеговине за 18. новембар.

### 8. август
- У Буенос Ајресу, од 8. до 20. августа, одржано XI светско првенство у кошарци. Кошаркашка репрезентација Југославије, у саставу: Дражен Петровић, Велимир Перасовић, Зоран Чутура, Тони Кукоч, Жарко Паспаљ, Јуриј Здовц, Жељко Обрадовић, Радисав Ћурчић, Владе Дивац, Аријан Комазец, Зоран Јовановић, Зоран Савић и тренер Душан Ивковић, освојила је златну медаљу (трећу по реду, од укупно три на светским првенствима). Друго и треће место заузеле су репрезентације Совјетског Савеза и Сједињених Америчких Држава. Југословенски репрезентативац Тони Кукоч проглашен је за најбољег играча Светског првенства.

### 12. август
- У Дувну одржан референдум на коме се већина становника овог места изјаснила о промени назива места у Томиславград, како се овај град звао од 1925. до 1945. по хрватском краљу Томиславу.

### 13. август
- У Београду председник Председништва СФРЈ др Борисав Јовић, примио делегацију Срба из Хрватске, коју је предводио др Милан Бабић, председник Општине Книн. Делегација је председника Председништва упознала са тешким и конфликтним стањем међунационалних односа и угроженошћу Срба у Хрватској, посебно након усвајања амандмана на Устав Хрватске. Поред разговора са председником Председништва, делегација је водила разговоре и савезним секретаром за унутрашње послове Петром Грачанином.

### 16. август
- У Србу одржана Друга седница Српског националног већа, на којој је донета одлука о расписивању референдума о аутономији Срба у Хрватској, за 19. август.
- У току ноћи 16/17. августа специјалне полицијске јединице МУП-а Хрватске из Загреба, Задра и Госпића упале у милицијске станице у Бенковцу, Титовој Кореници, Србу и Доњем Лапцу, где су одузеле оружје резервног састава милиције.

### 17. август
- У Загребу Влада Републике Хрватске саопштила да је заказани референдум о аутономији Срба у Хрватској незаконит и да не постоје правне основе за његово одржавање. Влада је такође најавила да ће одржавање референдума пречити „свим средствима правне државе“.
- У Книну, као одговор на упаде специјалаца хрватског МУП-а у милицијске станице у Бенковцу и још неколико места, српско становништво, отпочело демонстрације. У страху од упада специјалаца у Книн, локално становништво започело је блокирање саобраћајница које су водиле ка Книну. У току послеподнева председник Скупштине општине Книн, др Милан Бабић прогласио је „ратно стање“, а Штаб за одбрану града прогласио је приправност „грађана на оружани сукоб“. После Книна, постављање барикада проширило се на још неколико места северне Далмације, а овај догађај популарно је назван „Балван револуција“.
- Из Загреба, према Книну полетела три хеликоптера, са припадницима Специјалне полицијске јединице МУП-а Хрватске који су имали задатак да одблокирају Книн. Изнад Огулина су их пресрела два авиона „МиГ-21“ Југословенске народне армије (ЈНА) која су их приморала да се врате ка Загребу.

### 18. август
- У Сарајеву основана Хрватска демократска заједница Босне и Херцеговине (ХДЗ БиХ) за чијег председника је изабран др Давор Периновић. Он је смењен 7. септембра, а на његово место изабран Стјепан Кљуић.

### 19. август
- На територији Републике Хрватске, од 19. августа до 2. септембра, у општинама са већинским српским становништвом одржан референдум о аутономији Срба у Хрватској. Референдумско питање је гласило — Да ли сте за српску аутономију?. Референдум је одржан у следећим општинама — Книн, Бенковац, Обровац, Грачац, Доњи Лапац, Госпић, Титова Кореница, Оточац, Огулин, Слуњ, Војнић, Карловац, Вргинмост, Двор на Уни, Костајница, Пакрац, Петриња, Дарувар, Грубишно Поље, Гарешница, Бели Манастир и Вуковар, као и у деловима још 21 општине. На референдуму је гласало 756.781 бирача, од чега се њих 99,7% изјаснио за аутономију у оквиру Хрватске.

### 20. август
- Савезно извршно веће због догађаја у Книну и могућег нарушавања безбедносне ситуације упутило захтев властима Републике Хрватске да не ометају одржавање референдума „о аутономији Срба у Хрватској“, а представницима Срба у Хрватској захтев за уклањање барикада на подручју Книнске крајине.

### 24. август
- У Загребу, због немира у Книнској крајини, одржана ванредна седница Сабора Републике Хрватске, на којој је извршена реконструкција Владе, а за новог председника изабран Јосип Манолић. Дотадашњи члан Председништва СФРЈ из Хрватске, Стипе Шувар разрешен је функције, а на његово место изабран Стјепан Месић, дотадашњи председник Владе (Скупштина СФРЈ је тек 19. октобра потврдила његов избор у Председништво СФРЈ). На седници је донета Резолуција о заштити уставног поретка и о националним правима у Хрватској.

### 25. август
- У току ноћи 25/26. августа у јами „Добрња-југ“ рудника „Крека“, код Тузле, догодила се рударска несрећа у којој је страдала читава „трећа смена“ — укупно 178 рудара, а једини преживели био је рудар Смајло Имамовић, који је задобио теже повреде (ово је била највећа рударска трагедија у СФРЈ). Узрок несреће била је превелика концентрација метана и угљене прашине, до које је дошло јер током двонедељног рударског штрајка, који је био завршен неколико дана пре несреће, нико није проветравао рудник.[1]

### 26. август
- У Сплиту, на стадиону „Пољуд“, од 26. августа до 2. септембра, одржано XV Европско првенство у атлетици на отвореном. Представници Југославије освојили су две златне — скок у вис (Драгутин Топић) и 1500 m (Снежана Пајкић), једну сребрну — скок у вис (Биљана Петровић) и једну бронзану медаљу — скок у даљ (Борут Билач). Првенство је свечано отворио председник Републике Хрватске Фрањо Туђман, а отварању није присуствовао нико из федерације, јер је захтев да првенство отвори председник Председништва СФРЈ Борисав Јовић био одбијен.
- На Летњој позорници Нишке тврђаве у Нишу, од 26. августа до 2. септембра одржан XXV Фестивал глумачких остварења „Филмски сусрети“. Добитник награде „Славица“ за животно дело био је глумац Борис Дворник, а добитници награде Глумачки пар године „Она и он“, одлуком читалаца листа „ТВ Новости“ — Синоличка Трпкова и Давор Дујмовић за улоге Азре и Перхана у филму Дом за вешање.[2][3][4]

### 29. август
- У Приштину допутовала делегација америчких сенатора, из Републиканске странке, на челу са Бобом Долом. Они су у разговорима са албанским лидерима осудили „српску репресију на Косову“. Истог дана припадници милиције разбили су албанске демонстрације у граду.

### 30. август
- У Загребу Уставни суд Републике Хрватске прогласио неуставном одлуку Скупштине општине Книн о стварању Заједнице општина северне Далмације и Лике од 27. јуна.